# Île San Cristóbal (Équateur)
Île Chatham
Pour les articles homonymes, voir Île San Cristóbal et Île Chatham.
L'île San Cristóbal, en espagnol : Isla San Cristóbal, aussi appelée île Chatham, est une île d'Équateur située dans l'archipel des Galápagos.

## Toponymie
Cette île porte le nom espagnol de Saint Christophe, martyr. Indépendamment du fait que ce saint est traditionnellement considéré comme le patron des voyageurs, on pense raisonnablement à sa référence directe au prénom de Christophe Colomb, suivant en cela la tradition d'attribuer généralement aux îles de l'archipel des noms liés à Christophe Colomb et à sa première expédition.
L'ancien nom Chatham lui fut donné en l'honneur de Lord Chatham, par l'officier de marine anglais James Colnett en 1798, à l'occasion de son voyage le conduisant jusqu'aux îles Galápagos.

## Géographie
C'est l'île la plus orientale de l'archipel des Galápagos.

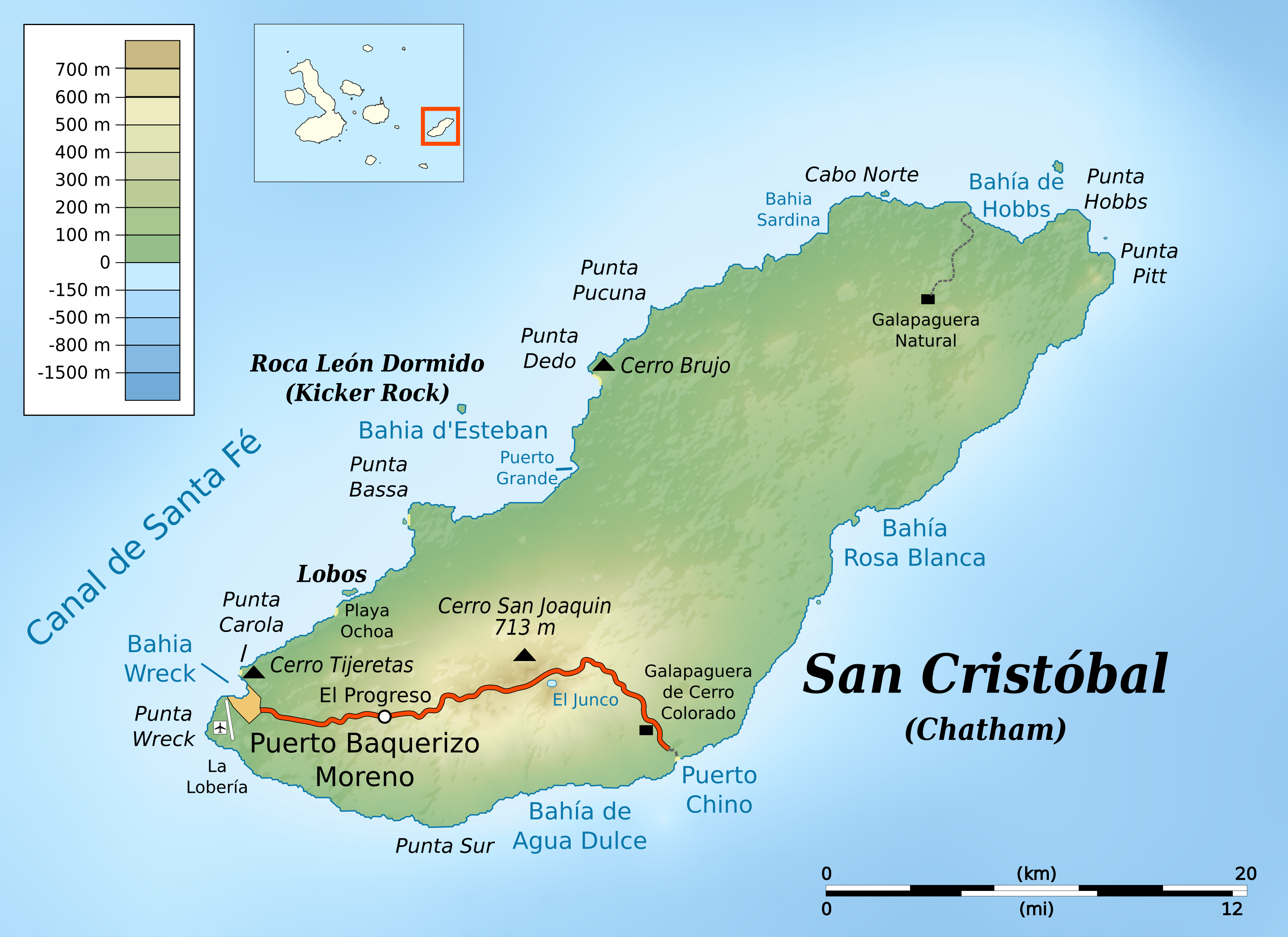
Carte topographique de San Cristóbal.